# Adelpha salus
Adelpha salus is een vlinder uit de onderfamilie Limenitidinae van de familie Nymphalidae. De wetenschappelijke naam van de soort werd in 1935 gepubliceerd door Arthur Hall.